# 이스타지우 클레베르 안드라지
이스타지우 이스타두아우 클레베르 조제 지 안드라지(포르투갈어: Estádio Estadual Kléber José de Andrade)는 브라질의 이스피리투산투주 카리아시카에 있는 경기장이다. 현재 주로 축구 경기장으로 이용되며 히우브랑쿠 AC의 홈 구장으로 사용된다.